# Chuck Bass
 (juin 2008).
Si vous disposez d'ouvrages ou d'articles de référence ou si vous connaissez des sites web de qualité traitant du thème abordé ici, merci de compléter l'article en donnant les références utiles à sa vérifiabilité et en les liant à la section « Notes et références ».

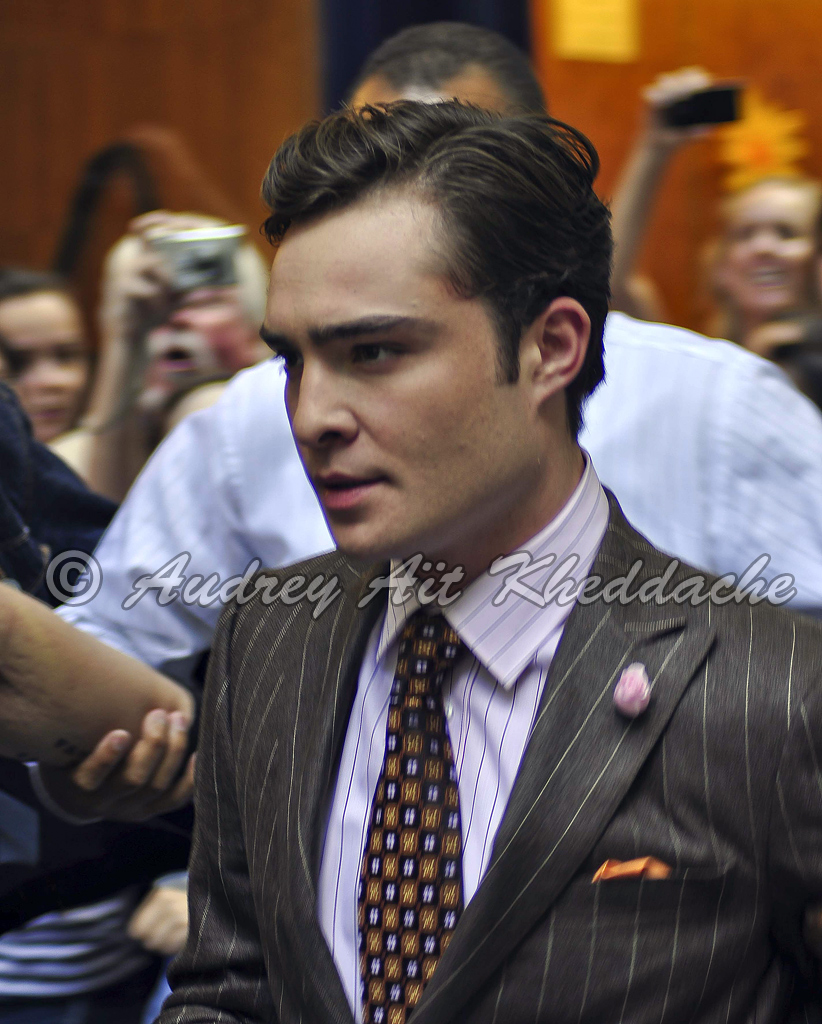
Ed Westwick (playing Chuck Bass) on the set of Gossip Girl season 4 on the 6th July 2010.

Charles Bartholomew Bass, dit Chuck, est un personnage de fiction de la série littéraire Gossip Girl et de la série télévisée du même nom. Il est interprété à l'écran par Ed Westwick.

## Biographie de Chuck Bass, joué par Ed Westwick
Charles Bartholomew « Chuck » Bass est né le 19 janvier 1991. Il est le fils unique de Bart Bass.
Chuck est un bad boy, riche et attrayant. Il est beau et très chic, il soigne son apparence. C’est un homme d’affaires. C'est aussi le personnage au comportement le plus abject. Il est arrogant, prétentieux, très égocentrique, manipulateur et pervers. Il tentera même, dans la première saison, de violer Serena et Jenny.
Au fil des saisons, le personnage sera développé, dévoilant une certaine complexité et un grand cœur.
Selon son père, sa mère est morte en le mettant au monde. Néanmoins, on apprendra au fil des saisons qu’il lui a menti et que sa mère l’a abandonné à sa naissance en échange d’argent.
Chuck découvre dans la saison 1 qu'il éprouve des sentiments pour Blair Waldorf .Il éprouvera ainsi beaucoup de peine lorsque Blair Waldorf se remettra avec Nate. Cependant, il n'arrive tout de même pas à lui avouer ses sentiments. Au mariage de son père  il y arrive enfin, mais par peur, la laisse tomber en lui faisant croire qu'ils vont partir en voyage.
Dans le premier épisode de la saison 2 on voit Chuck passant les vacances à la mer avec Serena, Éric, Nate et CeCe. Et quand il entend une discussion téléphonique entre sa sœur et sa meilleure amie (Blair) disant qu’elle l’a rejoint, il part l’attendre avec un bouquet de fleurs pour s’excuser de l’avoir laissé tomber. Mais à son désespoir, il la voit avec un autre homme. De l’épisode 2 à 4 Charles fera tout ce qui est dans son pouvoir pour les séparer et ce ne sera pas en vain. Dans l’épisode 5 Dan essayera de se rapprocher de Chuck pour écrire une nouvelle, et il réussira à aller jusqu’en garde à vue avec Chuck. Et quand Dan dit qu’il allait se faire démonter par son père, Chuck lui dit qu’il avait de la chance car son père à lui ne l’aime pas assez pour s’énerver. Dan répond qu’il n'y a pas de raison pour que Bart Bass n’aime pas son fils et Chuck répond qu’il y en a une : sa mère, la raison de vivre de son père, est morte à sa naissance. Après plusieurs épisodes Bart Bass dit à Charles que ce n’est pas sa faute si sa mère et morte et qu’il aimerait qu’ils se rapprochent.
Bart Bass, le père de Chuck, meurt dans l’épisode 12, mais on l’apprend dans l’épisode 13 à son enterrement. Chuck est dévasté et en veut énormément à Lili pour avoir trompé son père avant qu’il meurt et fait de nombreuses bêtises qui permettent à Jack Bass, son oncle, de l’evincer plus facilement de l’entreprise de son père. Mais heureusement  Lily Van Der Woodsen (sa belle-mère) qui possède déjà 20% de l’entreprise l’adopte  afin d'éviter que Jack Bass ne devienne l'héritier de Bass Industries. Il devient donc le demi-frère  adoptif  de Serena et Eric, avec qui il est déjà  très proche. À la fin de la saison 2, Chuck est bien décidé à dire à Blair ce qu'il ressent pour elle. Ils sont désormais en couple et Charles est un membre actif de la société Bass.
Dans la saison 3, Chuck veut prouver à son entourage qu'il est capable de réussir. Étant le plus jeune milliardaire de New York, il abandonne ses études auxquelles il n'accorde aucune importance. Grâce à ses moyens financiers, il achète un hôtel, l'Empire Hotel dans un quartier huppé de Manhattan (Upper West Side) avec le soutien de Blair.
Lors de l’épisode 12, on apprend que ça fait maintenant 1 an que Bart Bass est mort. Les mauvais souvenirs ressurgissent et anéantissent Chuck. Il refuse d’arrêter le travail pour aller fleurir la tombe de son père mais heureusement Lili et Blair réussissent à le convaincre d’y aller. Mais quand il se rend au cimetière, il aperçoit une femme déposer des roses jaunes (les préférées de sa mère). Et quand il se renseigne pour savoir qui est cette femme il apprend qu’elle est en fait sa mère biologique.
Quand il est accusé à tort de harcèlement sexuel, et malgré le soutien de ses proches, il est obligé de passer provisoirement la gestion de son hôtel à sa mère biologique, Elisabeth Fischer, qui est alors influencée par Jack Bass. Il réussit enfin à faire main basse sur l'hôtel de son neveu. Acculé et au pied du mur, Chuck fait alors un pacte avec Jack qui lui promet de lui rendre l’hôtel en échange de Blair. Quand Blair l'apprend, elle est anéantie et rompt avec lui. Le jeune homme tente de la récupérer mais elle refuse jusqu'au moment où il lui donne rendez-vous au sommet de l'Empire State Building en lui disant que ce sera la dernière chance de sauver leur couple. En réalité, Chuck prévoit de la demander en mariage. Cependant, Blair n'arrivera jamais à temps à cause de l'accouchement de Dorota et Chuck part avant qu'elle ne le rejoigne. Elle lui avouera ses sentiments un peu plus tard mais sera interrompue par -un coup de poing de - Dan -reçu par Charles-, qui lui révèlera que Chuck a couché avec Jenny. Dévastée, Blair le laisse seul avec sa bague de fiançailles. À la fin de l’épisode on l’aperçoit 3 mois plus tard se faire tirer dessus.
Dans la saison 4 Lili est restée près de trois mois sans nouvelles de Chuck. Étant très inquiète, elle se renseigne et remarque que ses allées et venues ne sont pas comme d’habitude. Puis elle est appelée par la police de France qui lui annoncera qu’un corps avec les papiers de Charles Bass a été rejeté par la Seine. Alors Serena qui est sur place se rend chez la police pour vérifier l’identité du corps qui heureusement n’est pas Chuck. Après avoir frôlé la mort à Prague, Chuck est sauvé par une dénommée Eva. Il prend une nouvelle identité laissant son entourage croire à sa mort pensant qu'il ne manquerait à personne et qu'il ne méritait que ce sort après avoir blessé Blair. Ensemble, ils rejoignent Paris afin de débuter une nouvelle vie. Cependant, après avoir revu Serena puis Blair dans une gare, ils décident de revenir à New York et révèle sa véritable identité à Eva. Sous le choc mais amoureuse, la jeune femme décidé de l'accompagner. 
Dès lors et grâce à Eva, il fait preuve de plus de morale et d'honneteté. Blair ne supportant pas que Chuck ait pu retrouver l'amour et qu'il devienne un homme bon sans elle, manigancé et les pousse à la rupture. Furieux contre elle, il la tourmentera jusqu'à ce qu'ils resuccombent à leur passion dévorante. 
Mais ils mettent un terme à leur relation d'un commun accord afin qu'ils s'épanouissent chacun de leur côté professionnellement.
Chuck sortira ensuite avec Raina, la fille de l'ennemi de Bart Bass, Russel Thorp tandis que Blair sort avec Louis Grimaldi, le prince monégasque qu'elle avait rencontré dans un musée parisien. Leur amour n'étant pas mort, ils se retrouvent à la suite de la prise d'otage de Blair par Russel Thorp et passent une nuit délurée à une barmiztva d'un inconnu et finissent par faire l'amour alors que Louis attend Blair à qui il vient de demander la main. À leur retour à la salle de réception, Chuck renonce à Blair en voyant que Louis l'avait attendu toute la nuit alors que lui avait baissé les bras à l'Empire State Building. Leurs adieux sont déchirants. 
La saison 4 se termine sur un test de grossesse positif dans la poubelle des filles.
Dans la saison 5, on apprend que c'est Blair qui est enceinte et qu'elle ignore qui est le père de son enfant. Elle finit par perdre l'enfant dans un accident de voiture en compagnie de Chuck. À la suite de cet événement, elle s'éloigne de lui à la suite d'une promesse faite à Dieu (sauver la vie de Chuck en échange de ne plus s'approcher de Chuck). Le jour de son mariage avec Louis, Eleanor Waldorf demande à Chuck de venir parler à sa fille car elle sait que Blair n'aime que lui. Ils se retrouvent et Blair dévoile des sentiments passionnés pour Chuck filmés par Georgina Spark. La vidéo de ces aveux seront projetés lors de la cérémonie de mariage. Cet événement précipitera le divorce de Louis et Blair et Chuck paiera la dot de Blair pour qu'elle puisse commencer une nouvelle vie. Cet acte restera secret un moment. Blair se rapproche de Dan et finit par choisir de se mettre en couple avec ce dernier.

## Famille
Son père Bart Bass , apparemment peu présent, a souvent remplacé l’amour qu’il aurait dû apporter à son fils par de l’argent. C’est ce dernier que Chuck se représente comme l’unique moyen pour être aimé des autres et se faire une place (ce qui passe par le mépris de ceux qui n’en ont pas).
Sa mère, Elisabeth, est mentionnée à deux reprises. D'abord, Chuck confie qu'elle est décédée en le mettant au monde, ce qui explique pourquoi son père a tant de mal avec lui. Puis, se sentant trahi par Dan alors qu'il lui avait fait des confidences, il raconte que celle-ci est décédée dans un accident d'avion quand il avait 6 ans . On apprend dans la saison 3 que sa mère n'est pas morte, elle revient dans sa vie et par la suite, Chuck lui cède son hôtel à cause d'un scandale médiatique mais il apprend plus tard que ceci était une arnaque de son oncle Jack, qui a demandé à la mère de Chuck de revenir dans sa vie pour qu'il lui lègue l'Empire et qu'elle le redonne à Jack son oncle, elle le fait car elle amoureuse de Jack qui lui simule un amour pour qu'elle s’exécute. Quand elle apprend que Jack l'a manipulée, elle décide de partir, Chuck la rattrape et lui dit qu'il lui pardonne mais elle lui avoue ne pas être sa mère (alors que c'est vraiment sa mère), que Jack l'a engagée pour jouer ce rôle, on apprend plus tard qu'elle est vraiment sa mère qu'elle a fait ça seulement pour qu'il ne soit pas déçu d'elle, de ce qu'elle a fait.
Lili Van der Woodsen est d’abord sa belle-mère puis  sa mère adoptive quand son père Bart Bass décède. Elle est la seule qu’il considère vraiment comme un parent et selon lui, la seule parente qui l’ait vraiment aimé.
Chuck a aussi un oncle, Jack Bass qui est le demi frère de Bart. On sait qu'il vit dans le bush australien et travaille dans une filiale de Bass Industries, sa réputation est plus que sulfureuse. Il a le don d'apparaître dans les moments difficiles de la vie de Chuck et de rendre la vie impossible à son neveu. Il voue une grande haine et une grande jalousie à Chuck. À la mort de Bart, il pensait hériter de Bass Industries alors que ce dernier lègue tout à son fils. Il est aussi le complice de la fausse mère de Chuck qui apparaît dans la saison 3 et veut ruiner celui-ci. Jack est aussi à l'origine de la séparation de Chuck et Blair. En effet dans une volonté d'anéantir Chuck, il lui propose un marché: L'Empire Hotel (que Chuck avait légué à sa mère) contre Blair. Chuck vulnérable et abattu accepte. Blair de son côté voulant à tout prix le bonheur de Chuck se rend au rendez vous pensant que seul Jack est au courant. Jack lui révèle que c'est Chuck qui a tout manigancé. Blair se sent trahie et salie elle ne peut supporter cette nouvelle trahison. À partir de la saison 5, la relation entre Chuck et Jack évolue et ils se rapprochent. Dans le dernier épisode de la saison 6 Jack aide Chuck et Blair à se marier. Après la mort de Bart pour que Blair ne puisse pas témoigner contre Chuck, comme on le suspect Chuck d’avoir tue son père
Il vit avec :
- son père Bart Bass : c’est un homme d’affaires ayant apparemment réussi dans le milieu de l’immobilier. Tout comme son fils, c’est un coureur de jupons, et il est souvent accompagné de femmes différentes, mais toujours à la plastique avantageuse. Il se mariera avec la mère de Serena, Lily Van der Woodsen avant de mourir.
- sa belle-mère Lily van der Woodsen : Il ne cesse de la complimenter, voulant donner de lui l’image du beau-fils parfait, ce qui agace énormément Serena. Elle et lui passe plusieurs moments de complicité ce qui prouve que malgré lui Chuck éprouve des sentiments.
- Sa demi-sœur Serena : Ils étaient meilleurs amis avant d’être frère et sœur, ce qui n’empêchait pas Chuck au fur et à mesure qu’ils traine ensemble d’exaspérer Serena.
- Son demi-frère Eric : Ils se sont très vite bien entendu et Chuck a toujours été là pour Éric [3].

Dans la saison 3, il achète l’empire hôtel où il vit avec sa petite-amie Blair et son meilleur ami Nate Archibald.
Dans l'ultime épisode de la série, le bond de 5 ans dans le futur permet de découvrir un Chuck père de famille et marié à Blair avec qui il a eu un fils nommé Henry, avec qui il semble avoir une très proche complicité. 

## Amis et connaissances
- Blair Waldorf : C’est sa seule véritable amie si on ne compte pas Serena , même si elle devient rapidement bien plus que ça. Elle n’hésite pas à critiquer sa perversité de manière très cynique. Après que Nate ait rompu avec elle, Blair sortira avec Chuck. C’est ainsi qu’il se rend compte qu’il arrive à éprouver plus qu’un simple désir sexuel, mais de l’amour, sentiment qu’apparemment Chuck n’avait jamais ressenti pour aucune fille jusqu’alors. Toutefois ce sentiment l'inquiète, surtout lorsque son père lui dit qu’avoir une petite amie le rendra plus responsable et adulte. Dans la saison 3, ils sortent ensemble et traversent quelques moments difficiles mais s'aiment toujours autant. Mais après une grosse dispute, croyant qu'elle ne l'aime plus, il couche avec Jenny Humphrey et cela détruit Blair. Cette dernière passe l'été à Paris avec Serena, et découvre alors que Chuck voulait lui demander de l'épouser. À la suite de la saison 4, Chuck déclare la guerre à Blair pour l'avoir séparé d'Eva par jalousie. À la fête d'anniversaire de Blair, ils couchent ensemble car leur désir est plus fort qu'eux. Ils deviennent « accro » l'un à l'autre et couchent ensemble continuellement. Chuck lui dévoile ses sentiments de nouveau, Blair lui avoue elle ressent la même chose mais qu'ils ne peuvent pas être en couple car elle préfère se concentrer sur sa carrière professionnelle. Elle regrettera ce choix. Chuck lui assure qu'ils seront de nouveau ensemble, Blair le croit. Par la suite, Chuck découvre que Blair a embrassé Dan et qu'apparemment cela a changé la vie de Blair, mais elle rétorque et lui répond que ce qui a changé c'est que ça lui a fait réaliser qu'elle voulait être avec Chuck malgré tout. Pourtant Blair se met en couple avec le prince Louis. Sa jalousie reprend le dessus et il la redemande en mariage alors qu'il est ivre. Blair le rejette et continue de planifier son futur mariage avec Louis. Dans le dernier épisode, Chuck sauve Blair de Russel, puis ils couchent ensemble car ils sont et seront toujours amoureux l'un de l'autre. Après cela, Chuck décide de la laisser partir pour quelle soit heureuse car c'est ce qu'il souhaite le plus au monde même si cela le détruit. Leurs derniers mots sont : « Je t'aimerai pour toujours ». Un dernier moment peut faire croire que Blair est enceinte de Chuck dans la saison 5, mais elle est enceinte de Louis. Chuck essaye désespérément d'oublier Blair alors que celle-ci prépare son mariage tout en ayant des doutes. Blair et Chuck se retrouveront une nouvelle fois par l'entremise de Dan. Il assure à Blair qu'il aimera l'enfant qu'elle porte tout autant qu'il l'aime. Malheureusement, une horde de paparazzis lancée à leurs trousses aura pour conséquence de dévier la limousine dans laquelle Chuck et Blair avaient pris pour s'enfuir. Chuck et Blair se retrouvent alors à l'hôpital et Blair perd son bébé. Chuck est dans un état critique et il est possible qu'il ne survive pas à l'accident. Blair fait donc un pacte avec Dieu dans lequel elle assure de maintenir ses vœux de mariage et de ne plus s'approcher de Chuck. Blair épouse donc Louis dans le 100e épisode de la série. Chuck tente par tous les moyens de reconquérir Blair, même lorsqu'elle réussit à annuler son mariage. Après que Dan ait révélé ses sentiments pour Blair, celle-ci commence une relation avec l'écrivain de Brooklyn. Chuck tente à maintes reprises de faire comprendre à Blair qu'il est toujours amoureux d'elle, mais en vain. Dans le dernier épisode de la cinquième saison, Blair se voit confrontée à un choix qui compromettra son futur. Elle choisit Chuck qui lui répond qu'il en a assez des jeux et des mensonges et qu'il ne veut plus attendre après elle. Dans la scène finale, Chuck et Blair se retrouvent dans un casino à Monte Carlo où Blair lui promet de se battre pour leur amour, tout comme lui s'est battu pour celui-ci dans la dernière année. Au début de la saison 6, on retrouve Chuck et Blair dans une chambre d’hôtel, couchant ensemble. À la fin du premier épisode de la dernière saison, on apprend qu'ils ont conclu un arrangement, quand Chuck aura fini sa lutte avec son père et que Blair aura réglé les problèmes avec la société de sa mère, ils pourront être ensemble, en attendant Chuck lui a offert sa bague de fiançailles, cette dernière est accrochée au cou de Blair en guise de porte bonheur. Ils rompent une nouvelle fois dans le 7e épisode de la saison 6 quand Chuck croit perdre avec son père et que Blair dirige l'ancienne société de sa mère avec succès. Dans l'épisode final, Chuck demande Blair en mariage pour qu'elle ne puisse pas témoigner contre Chuck pour le meurtre de son père, lui et Blair se marient et on apprend que 5 ans plus tard ils sont heureux et parents d'un petit garçon, Henry.
- Nate Archibald : C’est son meilleur ami. Selon Chuck il y a trois choses importantes dans la vie : l’argent, ce qu’il peut faire avec l’argent et Nate. Cependant ce dernier paramètre semble être plus ou moins valable, car Chuck a couché avec Blair la petite amie de Nate, alors qu’ils s’étaient séparés seulement quelques heures plus tôt. Nate lui en voudra beaucoup, même si finalement ils redeviendront amis. Toutefois, avant cet incident on voit qu’ils sont très unis, qu’ils partagent leurs problèmes, s’entraident et s’amusent ensemble. Dans la saison 4 leur amitié est mise à l'épreuve pour finalement la renforcer.
- Serena Van Der Woodsen : Amie, puis demi-sœur et demi-sœur adoptive de Chuck  , leurs relations sont parfois très tendues. Il essaye de coucher avec elle dans le premier épisode de la saison 1, mais elle l'en empêche. Après que Bart Bass se soit marié avec la mère de Serena, leur relation change et une notion de fraternité apparaît. Cette notion se développera au fil des saisons et ils finiront par se sentir comme une vraie famille. Elle fait aussi partie de ses meilleures amies.
- Dan Humphrey : La première fois qu’ils se rencontrent, Chuck force une relation physique avec la sœur de Dan et ce dernier met un coup de poing, réussissant presque à lui casser le nez ; leurs relations demeurent très tendues. Leurs seuls contacts se limitent à des critiques et des menaces (Chuck profitant des revenus modestes du père de Dan pour se moquer de lui) surtout dans la saison 2 quand Dan espionne Chuck et son père afin d’écrire une nouvelle.Puis peu à peu, ils communiquent normalement et s’entraident lorsque Serena fait une rechute. Dans la saison 5, Chuck commence à l'accepter comme son demi-frère (puisque « leurs parents » (Lily et Rufus) sortent ensemble) alors il lui demande d'espionner Blair croyant qu'elle a une aventure avec un autre homme mais ce dernier trahit sa confiance car il a des sentiments pour elle et leur relation recommence à se détériorer. Mais lors de la dernière saison ils se pardonnent et deviennent amis.
- Jenny Humphrey : il la drague ouvertement à fins « malsaines » et veut coucher avec elle, elle cherchera rapidement à se venger de lui. Elle réussit à le piéger lors du bal masqué, où elle l’enferme sur le toit pendant plusieurs heures. Plus tard il s'excusera de son acte déplacé et Jenny acceptera ses excuses. Ils deviendront amis dans la saison 3 et coucheront ensemble dans le dernier épisode de la saison 3 (Last tango, then Paris), ce qui causera l'exil de Jenny hors de New-York, et le conflit entre Blair et Chuck.Puis se reverront dans l’a saison 4 où Chuck l’utilisera pour se venger de Blair.
- Eric van der Woodsen : Ils se fréquentent peu avant que sa mère se marie avec le père de Chuck. Ils s’entendent bien, malgré la désapprobation de l'entourage d'Eric. Lorsque Eric fait son coming out il révèle qu’il n’y a que Chuck qui le savait car même s'il est imparfait, il ne le juge pas. Lors de la saison 4 Eric en veut beaucoup a Chuck pour son comportement avec Jenny tandis que celui-ci essaye de se racheter, ils se réconcilient peu de temps après.
- Georgina Sparks : Il la déteste et la décrit comme une folle notoire avec qui il a perdu sa virginité en 6e[4].

## Différences avec le livre
- Contrairement à ce qui est montré dans la série télévisée, Chuck Bass ne campe qu'un rôle mineur dans la saga littéraire (en effet, les personnages principaux ont droit à leur propre chapitre à tour de rôle et lui n'en a pas). Il est le fils aîné des milliardaires Batholomew (dit Bart) et Misty Bass et a un frère, Donald. C'est un personnage égocentrique, arrogant, odieux, narcissique, misogyne et médisant qui tente à plusieurs reprises au cours de la saga d'abuser sexuellement de ses camarades féminines. Très séduisant, il embrasse durant tout un temps la carrière de mannequin. La plupart des personnages de la série le méprisent mais parce qu'il est très riche, tout le monde le tolère. Au fur et à mesure que l'intrigue évolue, il dévoile un peu plus sa bisexualité et tentera même de séduire Dan. Durant ses études secondaires, il fréquente le lycée privé pour garçons Riverside Prep avec ses meilleurs amis, Roger Paine et Jefferson Prescott. Élève peu appliqué aux résultats médiocres, Chuck n'est admis dans aucune des universités auxquelles il a soumis sa candidature durant son année de terminale. Son père le menace alors de l'envoyer à l'école militaire mais il trouve finalement à cette initiative un compromis et inscrit son fils rebelle dans une université connue pour ses méthodes d'apprentissage peu conventionnelles, Deep Springs College, dont ce dernier sort au bout de deux ans complètement métamorphosé et considérablement assagi avant de finir ses études à l'université d'Oxford, au Royaume-Uni (Il n'est alors plus du tout le même homme qu'autrefois, il est devenu le parfait contraire de ce qu'il avait toujours été : il est enfin gentil, doux, sensible, aimable avec tout le monde, compréhensif, empathique, prévenant, protecteur...). Dans le même temps, il recroise la route de Nate dont il devient le meilleur ami et entame plus tard une relation amoureuse avec Blair/Olivia qui durera près de deux ans. Chuck a pour animal de compagnie un singe des neiges femelle qu'il a reçu de Georgina Spark, Sweetie Bass, qu'il promène partout, habille comme lui et considère comme son meilleur ami.
- Dans les livres, il est décrit physiquement comme grand, mince, musclé, ténébreux. Il y a des abdominaux fermes, une peau naturellement hâlée, des cheveux noirs et lisses et des yeux de couleur marron foncé.
- Liste de ses conquêtes amoureuses connues dans les livres : Tawny, Greg, Blair/Olivia Cornelia Waldorf... Dans la série : Blair Cornelia Waldorf, Helen, Ivonka Trump, Eva Coupeau, Raina Thorpe.
- Liste de ses ami.e.s dans les romans : Roger Paine, Jefferson Prescott, Georgina Spark, Nathaniel Fitzwilliam Archibald et Sweetie Bass. Dans la série télévisée : Nathaniel Fitzwilliam Archibald, Monkey, Serena Van der Woodsen, Eric Van der Woodsen, Daniel Randolph Jonah Humphrey.
- Dans le livre, Chuck garde ses deux padans les livres rents. Dans la série, sa mère est prétendument décédée des suites de complications lors de son accouchement, mais dans la saison 3 on apprend que sa mère n'est pas morte (dans le livre elle est toujours dans sa vie, s'appelle Misty Bass et est friande de potins) et son père est mort dans un accident de voiture. Il est également dit dans le premier tome qu'il a un frère nommé Donald, alors que dans la série, il apparaît comme être fils unique.
- Dans la série, Chuck éprouve des sentiments et est notamment amoureux de Blair. Or, dans le livre il est montré comme quelqu'un de beaucoup plus dur et de totalement égoïste. Du moins, jusqu'au sequel. Il est alors complètement métamorphosé.
- Dans les livres, il est toujours accompagné d’un petit singe domestique qu’il habille comme lui. Dans la saison 5 de la série télé, il adopte un chien et le nomme Monkey.
- Chuck est un véritable coureur de jupons dans la série. Certes, dans le livre sa perversité n’est pas évincée, mais au fil du temps il devient de plus en plus bisexuel.
- Dans la série, Chuck Bass est montré comme quelqu'un de très viril, contrairement au livre, où au fil du temps il devient quelqu'un de plus en plus efféminé.